# (18730) Wingip
(18730) Wingip est un astéroïde de la ceinture principale.

## Description
(18730) Wingip est un astéroïde de la ceinture principale. Il fut découvert le 23 mai 1998 à la station Anderson Mesa par le programme LONEOS. Il présente une orbite caractérisée par un demi-grand axe de 2,96 UA, une excentricité de 0,05 et une inclinaison de 2,9° par rapport à l'écliptique.

## Compléments